# Герб Орехово-Зуева
Герб города Орехово-Зуево — официальный символ городского округа Орехово-Зуево Московской области Российской Федерации.
Герб утверждён Решением № 618/52 Совета депутатов городского округа Орехово-Зуево Московской области от 23 ноября 2006 года.
Герб внесен в Государственный геральдический регистр под № 233.

## Описание герба

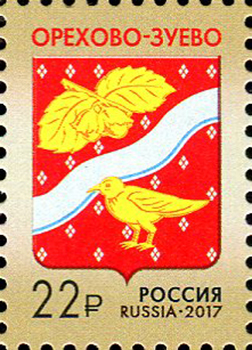
Почтовая марка, 2017 год

В червлёном (красном) поле, усыпанном малыми серебряными ромбами, расторгнутыми накрест, — косвенный слева серебряный волнистый пояс, внизу имеющий лазоревую (синюю, голубую) внутреннюю кайму и сопровождённый вверху золотой ветвью орешника с двумя орехами, а внизу — сидящим со сложенными крыльями зуйком, голова которого накрывает край пояса.
Герб городского округа Орехово-Зуево может воспроизводиться с орденской лентой ордена Октябрьской революции и в соответствии с пунктом 8 протокола заседания Геральдического совета при Президенте Российской Федерации от 23-24 марта 2005 г. № 24 со статусной короной установленного образца.
В вольной части — герб Московской области.

## Описание символики герба
Герб города является «гласным» и говорит о происхождении названия города. Город возник на месте деревень Орехово и Зуево, расположенных на противоположных берегах реки Клязьмы.
Красный цвет символизирует Морозовскую стачку 1885 года — крупнейшее выступление русских рабочих в XIX веке.
Узкая синяя линия, повторяющая контур белой полосы, символизирует реку Клязьму, делящую город на Орехово и Зуево.
Ветка орешника золотого цвета с двумя орехами символизирует Орехово.
Птичка зуек символизирует Зуево.

## История герба
В начале 90-х годов постсоветского периода в Орехово-Зуево был проведён творческий конкурс на лучший проект городского герба. Победителем конкурса стал поэт, художник и журналист Геннадий Дмитриевич Красуленков.
Первый герб города Орехово-Зуево был утверждён десятой сессией двадцать первого созыва Орехово-Зуевского городского Совета народных депутатов 4 октября 1991 года № 59/10-21. Герб имел следующее описание: «В червленом щите, усеянном стилизованными серебряными цветками, пониженная волнистая лазуревая перевязь справа, сопровождаемая вверху серебряной ореховой ветвью, внизу серебряной же стоящей птицей влево».
29 декабря 1997 года Постановлением Главы администрации города от 29 декабря 1997 года № 1784 был утверждён второй вариант герба Орехово-Зуева, композиция которого повторяла зеркально отраженный рисунок первого герба, и имела некоторые отличия. Ветвь и птица стали золотыми, пояс — серебряным с лазоревой внутренней каймой.
23 ноября 2006 года Решением Совета депутатов был утверждён герб городского округа Орехово-Зуево, который полностью повторяет вариант герба Орехово-Зуево (1997 года).